# یواس‌اس هرمان اس کسول (اس‌پی-۲۳۱۱)
یواس‌اس هرمان اس کسول (اس‌پی-۲۳۱۱) (به انگلیسی: USS Herman S. Caswell (SP-2311)) یک کشتی بود که طول آن ۸۲ فوت ۹ اینچ (۲۵٫۲۲ متر) بود. این کشتی  در سال ۱۸۷۸ ساخته شد.